# Tanzânia nos Jogos Olímpicos de Verão de 2000
Tanzânia participou dos Jogos Olímpicos de Verão de 2000 em Sydney, Austrália.